# Електропоп
Електропоп е музикален жанр, който съчетава електронна музика и поп. Използват се синтезатори и различни електронни и поп инструменти. Жанрът е популярен през 1980-те и отново след 2000 година с появата на Лейди Гага и други изпълнители.

## Зараждане
Електропопът се появява в края на 1970-те с „робот-поп“-а на германската банда Крафтверк и технопопа на японците от Йелоу Меджик Оркестра. Албумите на Дейвид Бауи от Берлин-периода му оказват голямо влияние на британските музиканти.

## XXI век
През 2009 г. музикалните издания по света обявяват началото на новата ера на електропопа. При това силно наситена с жени. В допитване на Би Би Си 130 музикални експерта приспадат към жанра 10 от посочените в топ 15 изпълнители. Лейди Гага придобива огромна популярност с албума „The Fame“. Други изпълнителки в жанра са Лейдихоук, Ла Ру, Кеша и Деми Ловато.
Сред мъжете личат имената на Тайо Крус и Аул Сити.